# Чернушка (балка)
Чернушка (также Караларская; укр. Чернушка, крымскотат. Qaralar, Къаралар) — маловодная балка в северо-западной Крыму, в его степной части, на территории Сакского района Крыма. Длина водотока 7,0 километра, площадь водосборного бассейна — 60,5 км².
Названа балка по бывшему селению Чернушки (ранее Каралар, от которого происходит старое название Караларская), в районе которого начинается балка. Пролегает в северо-западном направлении. Согласно справочнику «Поверхностные водные объекты Крыма» притоков не имеет. Впадает в озеро Донузлав в его верхней части. Водоохранная зона балки установлена в 50 м